# Gynoplistia zaluscodes
Gynoplistia zaluscodes là một loài ruồi trong họ Limoniidae. Chúng phân bố ở miền Australasia.